# Búcsú a csigaháztól
A Búcsú a csigaháztól a Vízipók-csodapók című rajzfilmsorozat első évadának első epizódja. A forgatókönyvet Kertész György írta.

## Cselekmény
Vízipók a telet egy üres csigaházba húzódva vészelte át. Tavasszal előbújva megismerkedik a környéken lakókkal, akik számára hamar kiderül, hogy milyen pók is ő.

## Alkotók
- Rendezte: Szabó Szabolcs, Szombati Szabó Csaba
- Írta: Kertész György
- Dramaturg: Bálint Ágnes
- Zenéjét szerezte: Pethő Zsolt
- Operatőr: Barta Irén, Polyák Sándor
- Hangmérnök: Bársony Péter
- Vágó: Czipauer János
- Rajzolták: Haui József, Katona János, Neuberger Gizella, Újváry László
- Színes technika: Kun Irén
- Gyártásvezető: Doroghy Judit, Vécsy Veronika

Készítette a Magyar Televízió megbízásából a Pannónia Filmstúdió és a Kecskeméti Filmstúdió

## Szereplők
- Vízipók: Pathó István
- Keresztespók: Harkányi Endre
- Szürke hangya: Voith Ági
- Narancssárga hangya: Hacser Józsa
- Katica: Detre Annamária